# Kosoveț, Burgas
Kosoveț (în bulgară Косовец) este un sat în comuna Pomorie, regiunea Burgas,  Bulgaria. 

## Demografie
Componența etnică a satului Kosoveț
     Turci (87,01%)
     Bulgari (3,89%)
     Nicio identificare (9,09%)
     Altele (0%)
La recensământul din 2011, populația satului Kosoveț era de 231 locuitori. Din punct de vedere etnic, majoritatea locuitorilor (87,01%) erau turci, cu o minoritate de bulgari (3,89%). Pentru 9,09% din locuitori nu este cunoscută apartenența etnică.